# Maria Cristina de Orleães
Maria Cristina Francisca de Paula Antônia (Sevilha, 29 de outubro de 1852 – Sevilha, 28 de abril de 1879), foi uma princesa francesa da Casa de Orléans, filha do príncipe Antônio, Duque de Montpensier e de sua esposa, a infanta Luísa Fernanda da Espanha. Após mudar-se para a Espanha com os pais, Maria Cristina foi intitulada também como Infanta da Espanha.